# Agnes Cecilia – en sällsam historia
Agnes Cecilia – en sällsam historia är en roman av Maria Gripe utgiven 1981. Boken radiosändes som sommarlovsteater 1984 och filmatiserades 1991. Boken har även dramatiserats på scen av föreningen Charlies Teater i Skara, med urpremiär i december 2018.
Även på Örebro Teater uppfördes en pjäs hösten 2019 

## Handling
Noras föräldrar omkommer i en bilolycka när hon är fem år gammal. Därefter får hon bo hos släktingarna Karin, Anders och deras son Dag. Nora får ett bra liv med mycket kärlek, men under ytan ligger alltid den gnagande känslan av att ha blivit övergiven. 
Efter att familjen har flyttat till ett nytt hem börjar Nora uppleva saker hon inte kan förklara. Fotsteg som stannar utanför hennes dörr, olyckor hon nätt och jämnt klarar sig undan tack vare anonyma telefonsamtal samt ett underligt paket som kommer i hennes ägo.
Nora söker tillsammans med Dag efter svaren på frågorna omkring henne, och kommer fram till att förklaringarna kanske ligger närmare till hands än hon någonsin kunnat ana.
Boken är en av titlarna i boken Tusen svenska klassiker (2009).

### Fotnoter
1. ↑  Gripe, Maria (1981). Agnes Cecilia: en sällsam historia. Stockholm: Bonniers juniorförl. Libris 8354559. ISBN 91-48-50576-5
2. ↑  Mählqvist, S. (18 juni 1984). ”Sällsam sommarlovshistoria”. Dagens Nyheter:  s. 63.
3. ↑  Gradvall et al 2009, nr. 593